# Gand-Wevelgem 1990
La Gand-Wevelgem 1990, cinquantaduesima edizione della corsa, si svolse il 4 aprile 1990, per un percorso totale di 204 km. Fu vinta dal belga Herman Frison, al traguardo con il tempo di 4h59'00" alla media di 40,936 km/h.
Alla partenza con 195 ciclisti, di cui 143 tagliarono il traguardo.

## Ordine d'arrivo (Top 10)
| Pos. | Corridore          | Squadra         | Tempo    |
| ---- | ------------------ | --------------- | -------- |
| 1    | Herman Frison      | Histor-Sigma    | 4h59'00" |
| 2    | Johan Museeuw      | Lotto-Superclub | s.t.     |
| 3    | Franco Ballerini   | Del Tongo-Rex   | s.t.     |
| 4    | Frans Maassen      | Buckler         | s.t.     |
| 5    | Jean-Marie Wampers | Panasonic       | a 2"     |
| 6    | Brian Holm         | Histor-Sigma    | a 4"     |
| 7    | Olaf Ludwig        | Panasonic       | s.t.     |
| 8    | Dmitrij Konyšev    | Alfa Lum        | s.t.     |
| 9    | Steve Bauer        | 7-Eleven        | s.t.     |
| 10   | Rudy Dhaenens      | PDM-Concorde    | s.t.     |